# Міністерство оборони України
Міністе́рство оборо́ни Украї́ни (Міноборони України) — центральний орган виконавчої влади і військового управління, у підпорядкуванні якого перебувають Збройні Сили України.
Міноборони України є головним (провідним) органом у системі центральних органів виконавчої влади щодо забезпечення реалізації державної політики у сфері оборони.

## Законодавчий статус
Повноваження Міністерства оборони України чітко окреслюються у статті 10 Закону України «Про Збройні Сили України».

## Основні завдання
Основними завданнями Міноборони України є:
1. участь у реалізації державної політики з питань оборони і військового будівництва, координація діяльності державних органів та органів місцевого самоврядування з підготовки держави до оборони;
2. участь в аналізі воєнно-політичної обстановки, визначення рівня воєнної загрози національній безпеці України;
3. забезпечення функціонування, бойової і мобілізаційної готовності, боєздатності та підготовки Збройних Сил до виконання покладених на них функцій і завдань;
4. проведення державної військової кадрової політики, заходів щодо реалізації соціально-економічних і правових гарантій військовослужбовців, членів їхніх сімей та працівників Збройних Сил України;
5. розвиток військової освіти і науки, зміцнення дисципліни, правопорядку та виховання особового складу;
6. взаємодія з державними органами, громадськими організаціями і громадянами, міжнародне співробітництво;
7. контроль за додержанням законодавства у Збройних Силах України, створення умов для демократичного цивільного контролю над Збройними Силами України.

Міноборони України очолює Міністр, якого призначає Верховна Рада України за поданням Верховного Головнокомандувача Збройних Сил України-Президента України (ст. 114 Конституції України).
Міністр оборони України у межах повноважень, на основі та на виконання Конституції та законів України, актів і доручень Президента України, актів Кабінету Міністрів України видає накази, організовує і контролює їх виконання.
Нормативно-правові акти Міноборони України підлягають державній реєстрації в установленому законодавством порядку.

## Історія створення Збройних Сил України
Після розпаду СРСР і проголошення 1991 року Незалежності, Україна успадкувала одне з найпотужніших угруповань військ у Європі, оснащене третім у світі ядерним арсеналом після США та РФ і загалом відносно сучасними зразками звичайного озброєння та військової техніки.
На території України на той час дислокувалися: ракетна армія, три загальновійськові та дві танкові армії, один армійський корпус, чотири повітряні армії, окрема армія Протиповітряної оборони (ППО), Чорноморський флот.
Усього угруповання військ і сил нараховувало близько 900 тисяч осіб особового складу, 100 тисяч танків, близько 70 тисяч бойових броньованих машин, до 2 тисяч бойових літаків, понад 500 кораблів та суден забезпечення, 3000 стратегічних ядерних боєголовок міжконтинентальних балістичних ракет та майже 5.5 тисяч одиниць тактичної ядерної зброї.
Проте це не були ще Збройні Сили незалежної держави у повному розумінні цього слова, Україна отримала лише окремі фрагменти військової машини СРСР.
Тому 24 серпня 1991 року Верховна Рада України ухвалила рішення про взяття під свою юрисдикцію усіх розташованих на українському терені військових формувань Збройних Сил колишнього СРСР, та про створення одного з ключових відомств — Міністерства оборони України.
Процес військового будівництва в Україні умовно можна розподілити на три основні етапи:
- перший, з 1991 до 1996 року — формування основ Збройних Сил України;
- другий, з 1997 донині — подальше будівництво Збройних Сил України;
- третій, з 2001 року — реформування та розвиток Збройних Сил України.

Характерними ознаками першого з них були одночасне формування правової основи діяльності Збройних Сил, реорганізація їх структур, створення відповідних систем управління, забезпечення та інших елементів, необхідних для їх функціонування.
При цьому становлення Збройних Сил України у згаданий період супроводжувався значним скороченням військових структур, чисельності особового складу, кількості озброєнь та військової техніки. Так, на кінець 1996 року було скорочено понад 3,5 тисячі різноманітних військових структур, майже 410 тисяч чоловік особового складу. Значно зменшилася кількість озброєнь та військової техніки: бойових літаків — на 600 одиниць, вертольотів — майже на 250 одиниць, парк танків та бойових броньованих машин скоротився майже на 2400 і 2000 відповідно.
В основу процесу створення власного війська були заздалегідь закладені політичні рішення комуністичного керівництва України стосовно без'ядерного та позаблокового статусу держави. При цьому враховувалися також обмеження, пов'язані з ратифікацією Договору «Про звичайні збройні сили в Європі» та виконанням Ташкентської угоди 1992 року, якою встановлювалися не тільки максимальні рівні озброєння для кожної держави колишнього СРСР, а й для так званого «флангового району». В Україні до нього входили Миколаївська, Херсонська, Запорізька області та Автономна Республіка Крим.
У стислі терміни Верховною Радою України був прийнятий пакет законодавчих актів щодо воєнної сфери: Концепція оборони і будівництва Збройних Сил України, постанова «Про Раду оборони України», Закони України «Про оборону України», «Про Збройні Сили України», Воєнна доктрина України тощо.
На ті ж роки припадає й реалізація ядерного роззброєння України, в якому взяли участь РФ та США. На 1 червня 1996 року на території України не залишилося жодного ядерного боєзаряду або боєприпасу.
Попри різноманітні труднощі того періоду, були закладені основи національного війська незалежної держави: за короткий термін були створені Міністерство оборони, Генеральний штаб, види Збройних Сил, системи управління, підготовки і всебічного забезпечення військ (сил) тощо.

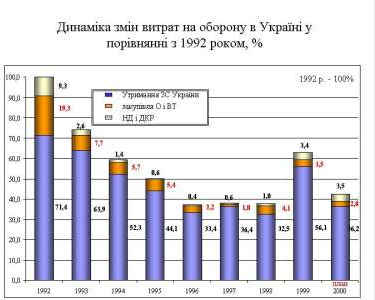
Динаміка змін витрат на оборону

Проте, з часом стало зрозумілим, що процес будівництва Збройних Сил лише починався. І справа тут полягала не тільки у тому, що у той період не було системного підходу та чітко визначеного, послідовного плану до розв'язання проблем військового будівництва, а й бракувало підготовлених кадрів для його розробки та реалізації.
Негативно вплинула на процес військового будівництва також часта зміна керівництва військового відомства. Так, з 1991 до 1996 роки змінилося три Міністри оборони і чотири начальники Генерального штабу. З початком формування Збройних Сил України було оновлено понад 70 % керівного складу. Змінилися майже усі командувачі військ військових округів, армій, командири корпусів та дивізій.
На розв'язання проблем того періоду наклалися труднощі, пов'язані зі значним міждержавним переміщенням військових кадрів. З 1991 до 1994 року з України в інші держави було переведено приблизно 12 тисяч офіцерів та прапорщиків і понад 33 тисячі повернулося на Батьківщину.
Безумовно, головною причиною незадовільного виконання основних заходів будівництва Збройних Сил України було постійне зниження у Державному бюджеті України, як загальної частки видатків на національну оборону взагалі, так і, витрат на утримання Збройних Сил, закупівлю озброєння і військової техніки, проведення науково-дослідних та дослідно-конструкторських робіт зокрема.
Ці та інші чинники зумовлювали необхідність розробки обґрунтованої Державної програми будівництва та розвитку Збройних Сил України, яка б не лише визначила напрями та пріоритети будівництва національних Збройних Сил, а й збалансувала б їхні завдання, структуру, чисельність з потенційними воєнними загрозами та викликами національній безпеці України та сучасними економічними можливостями держави.

## Керівництво Збройних Сил України

Нарукавний знак МО України

- Верховний Головнокомандувач Збройних сил України — Президент України
- Головнокомандувач Збройних сил України
- Начальник Генерального штабу Збройних сил України
- Міністр оборони України
- Державний секретар Міністерства оборони України
- Перший заступник Міністра оборони України
- Заступник Міністра оборони України
- Командувач Об'єднаного оперативного штабу ЗСУ
- Командувач Операції об'єднаних сил
- Командувач Сухопутних військ ЗСУ
- Командувач Повітряних Сил ЗСУ
- Командувач Військово-морських сил ЗСУ
- Командувач Десантно-штурмових військ ЗСУ
- Командувач Сил спеціальних операцій ЗСУ
- Командувач Сил логістики ЗСУ
- Командувач Медичних сил ЗСУ

## Структура
Департаменти та управління
- Департамент кадрової політики
- Юридичний департамент
- Департамент внутрішнього аудиту
- Департамент державних закупівель

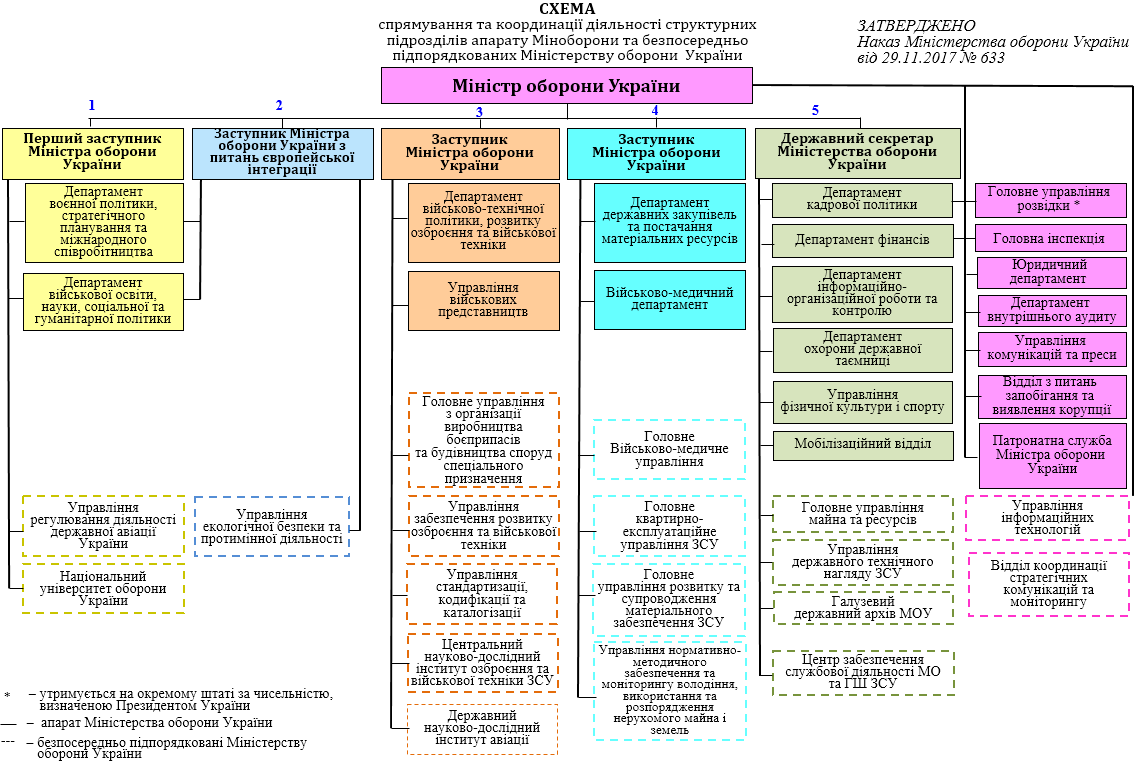
Структура Міністерства оборони України у кінці 2017 р.

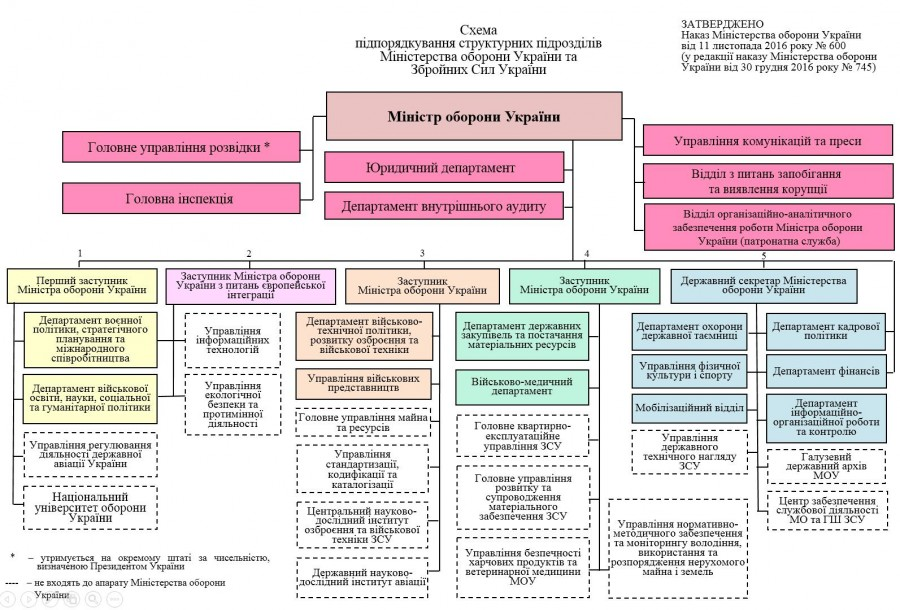
Структура Міністерства оборони України наприкінці 2016 р.

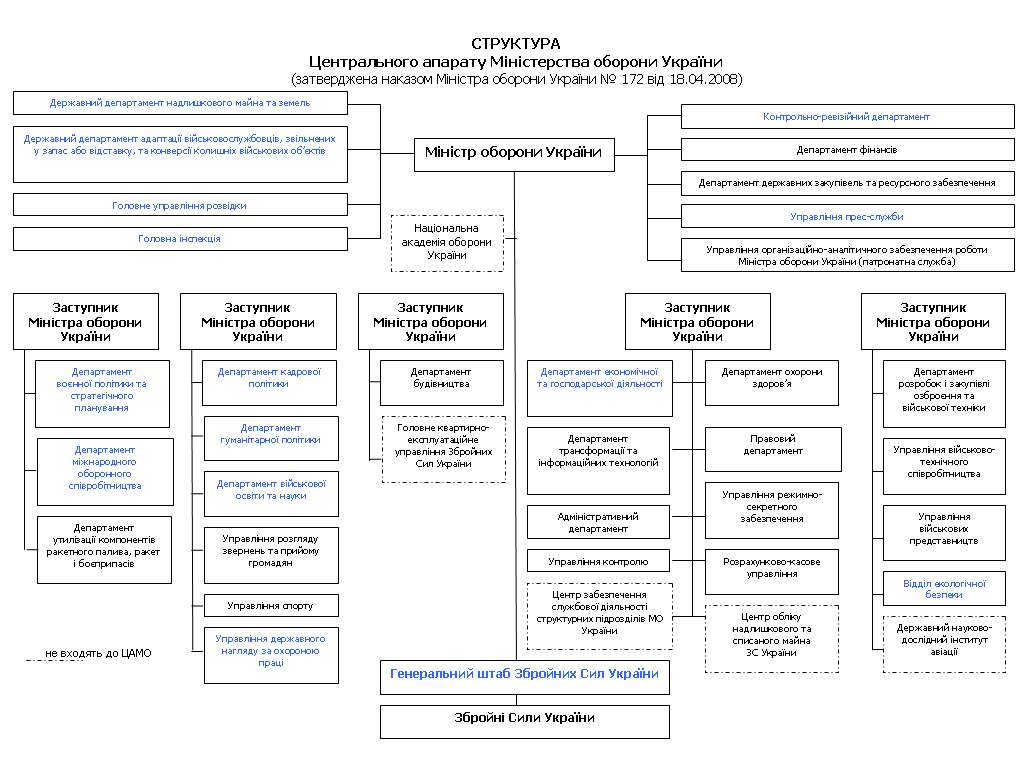
Структура Центрального апарату Міністерства оборони України (затверджена наказом Міністра оборони України № 172 від 18.04.2008)

- Департамент військової освіти, науки, соціальної та гуманітарної політики
- Управління нормативно-методичного забезпечення та моніторингу володіння, використання та розпорядження нерухомого майна і земель
- Департамент фінансів
- Агенція оборонних закупівель
- Управління комунікацій та преси
- Департамент інформаційно-організаційної роботи та контролю
- Управління нормативно-методичного забезпечення та моніторингу володіння, використання та розпорядження нерухомого майна і земель
- Департамент утилізації компонентів ракетного палива та ракет і боєприпасів
- Департамент військово-технічної політики, розвитку озброєння та військової техніки
- Департамент воєнної політики, стратегічного планування та міжнародного співробітництва
- Управління охорони державної таємниці
- Управління інформаційних технологій
- Управління стандартизації, кодифікації та каталогізації
- Головне управління розвитку та супроводження матеріального забезпечення Збройних Сил України
- Управління екологічної безпеки та протимінної діяльності
- Головне управління майна та ресурсів (у тому числі Черкаське військове лісництво)
- Управління фізичної культури і спорту
- Генеральний штаб Збройних Сил України
- Головне управління розвідки
- Національний університет оборони України
- Головна інспекція
- Центральне управління захисту прав військовослужбовців.[6]

## Керівництво

### Міністр

Штандарт Міністра оборони України

- 03.09.1991—04.10.1993: генерал-полковник Морозов Костянтин Петрович
- 04—08.10.1993: в.о. генерал-полковник Біжан Іван Васильович
- 08.10.1993—25.08.1994: генерал армії Радецький Віталій Григорович
- 25.08—10.10.1994: в.о. Шмаров Валерій Миколайович
- 10.10.1994—08.07.1996: Шмаров Валерій Миколайович
- 11.07.1996—24.10.2001: генерал армії Кузьмук Олександр Іванович
- 12.11.2001—25.06.2003: генерал армії Шкідченко Володимир Петрович
- 25.06.2003—23.09.2004: генерал армії Марчук Євген Кирилович
- 24.09.2004—03.02.2005: генерал армії Кузьмук Олександр Іванович
- 04.02.2005—18.12.2007: полковник Гриценко Анатолій Степанович
- 18.12.2007—05.06.2009: Єхануров Юрій Іванович
- 05.06.2009—11.03.2010: в.о. полковник Іващенко Валерій Володимирович
- 11.03.2010—08.02.2012: адмірал Єжель Михайло Броніславович
- 08.02—24.12.2012: Саламатін Дмитро Альбертович
- 24.12.2012—27.02.2014: Лебедєв Павло Валентинович

* 27.02—25.03.2014: в.о. адмірал Тенюх Ігор Йосипович
- 25.03—03.07.2014: в.о. генерал-полковник Коваль Михайло Володимирович
- 03.07—14.10.2014: генерал-полковник Гелетей Валерій Вікторович
- 14.10.2014—29.08.2019: генерал армії Полторак Степан Тимофійович
- 29.08.2019—4.03.2020: Загороднюк Андрій Павлович
- 4.03.2020—3.11.2021: генерал-лейтенант Таран Андрій Васильович
- 4.11.2021—5.09.2023: Резніков Олексій Юрійович
- з 06.09.2023: Умєров Рустем Енверович

### Заступники міністра
- Державний секретар Міністерства оборони України — Сопіга Іван Сергійович[7]
- Перший заступник Міністра оборони України — .
- Заступник Міністра оборони України з питань цифрового розвитку, цифрових трансформацій і цифровізації — Черногоренко Катерина Леонідівна.[8]
- Заступник Міністра оборони України з питань європейської інтеграції — Боєв Сергій Сергійович.[9]
- Заступник Міністра оборони України — Клочко Анатолій Олександрович.[10]
- Заступник Міністра оборони України — Мельник Сергій Миколайович.[11]
- Заступник Міністра оборони України — Мойсюк Євген Георгійович.[12]
- Заступник Міністра оборони України — Чуркін Валерій Валерійович.[13]

#### Департаменти Міністерства оборони України
- Директор Департаменту військової освіти, науки, соціальної та гуманітарної політики — генерал-майор Садовський Микола Степанович.[14]
- Директор Департаменту військово-технічної політики, розвитку озброєння та військової техніки — полковник М'ясников Андрій Анатолійович (т.в.о.).[15]

#### Головна інспекція Міністерства оборони України
- Головний інспектор Міністерства оборони України — адмірал Воронченко Ігор Олександрович.[16]
- Перший заступник Головного інспектора Міністерства оборони України — генерал-майор Мартинюк Василь Дмитрович.[17]
- Головний інспектор Сухопутних військ — заступник Головного інспектора Міністерства оборони України.
- Головний інспектор Повітряних Сил — Романюк Валерій Миколайович.[18]
- Головний інспектор Військово-Морських Сил — контрадмірал Тимчук Ігор Володимирович.[19]
- Головний інспектор з логістики.
- Головний інспектор з питань військової освіти, гуманітарної і соціальної політики — генерал-майор Вальків Олег Ігорович.[20]
- Головний інспектор військ зв'язку та оперативного забезпечення — генерал-майор Муженко Сергій Миколайович.[21]

## Громадська антикорупційна рада
У квітні 2023 року при Міноборони створили Антикорупційну раду після скандалу із закупівлями яєць.

## Координація дій Оперативно-рятувальної служби цивільного захисту України
Згідно з Указом Президента України № 20/2013 від 16.01.2013 року на Міністра оборони України покладено обов'язки координації діяльності Оперативно-рятувальної служби цивільного захисту України Державної служби України з надзвичайних ситуацій.

## Корупція у Міністерстві оборони
У вересні 2015 року Міноборони здійснило закупівлю парашутних систем на 12 млн грн, які до того були незаконно списані з військових частин і легалізовані через ланцюжок фіктивних фірм.

## Реалізація проєкту з F-16
У 2025 році за ініціативи Міністерства оборони України спільно з Фондом компетентної допомоги армії «Повернись живим» і за фінансової підтримки державної компанії «Укрнафта» було реалізовано проєкт створення мобільних комплексів обслуговування винищувачів F-16, відомий під назвою «Проєкт 61». Реалізація цього проєкту стала частиною підготовки до інтеграції західної авіаційної техніки в Збройні сили України та підвищення спроможностей Повітряних сил в умовах війни.
Мобільні комплекси включають пункт планування бойових вильотів і два спеціалізовані модулі для перевірки, підготовки та підвіски авіаційного озброєння. Системи дозволяють значно зменшити час між польотами та кількість технічного персоналу, необхідного для обслуговування літаків. Наприклад, підвіска одного боєприпасу може виконуватися трьома фахівцями замість традиційних десяти–дванадцяти.
Проєкт було розроблено з урахуванням стандартів країн-членів НАТО, адаптованих до українських умов. Завдяки мобільності комплекси можуть розгортатися у польових умовах, що забезпечує гнучке й безпечне обслуговування літаків навіть за відсутності стаціонарної інфраструктури. «Проєкт 61» став одним із перших прикладів впровадження комплексної мобільної логістики для бойового застосування F-16 в Україні.

## Засоби масової інформації
- Атлантична панорама — журнал, друкований орган Міністерства оборони України;
- Наука і оборона — журнал, науково-теоретичне та науково-практичне видання;
- АрміяInform — інформаційне агентство;
- Армія TV — телеканал на військову тематику;
- Армія FM — військова радіостанція.
- ТРК «Бриз» — військова телерадіокомпанія, до анексії Криму та Севастополя ТРК мала студію у Севастополі, з листопада 2014 року — в Одесі.

## Меморіальний комплекс
14 жовтня 2018 року відкрито меморіальний комплекс «Зала пам'яті» вшанування пам'яті військовослужбовців Збройних Сил України, які загинули за свободу, незалежність та територіальну цілісність України, світовий мир та порядок. Він розташований на території Міністерства оборони України, він має залу з Книгою пам'яті і стела з Дзвоном пам'яті для проведення урочистих та церемоніальних заходів.